# Lipí (Manětín)
Lipí (německy Lippen) je vesnice, část města Manětín v severní části okresu Plzeň-sever v Plzeňském kraji. Katastrální území Lipí u Manětína měří 730,97 hektaru.

## Historie
První písemná zmínka o vesnici pochází z roku 1169.

## Přírodní poměry
Ves Lipí leží v novoměstském polesí v přírodním parku Manětínská, dva kilometry jižně od Manětína. Horní Lipí leží na východním svahu Kněží hory v nadmořské výšce 490 metrů, Dolní Lipí pak v údolí Malého potoka v nadmořské výšce 450 metrů. Lipí sousedí na severu s Manětínem, na severovýchodě se Švendovým Mlýnem a na jihovýchodě s Radějovem.

## Obyvatelstvo
Při sčítání lidu v roce 1921 zde žilo 67 obyvatel (z toho 31 mužů), z nichž bylo 65 Čechoslováků a dva Němci. Šestnáct jich bylo evangelíky, pět bez vyznání a ostatní se hlásili k římskokatolické církvi. Podle sčítání lidu z roku 1930 měla vesnice 87 obyvatel: osmdesát Čechoslováků a sedm Němců. Kromě římskokatolické většiny ve vsi žilo devatenáct evangelíků a osm lidí bez vyznání.
| Rok            | 1869 | 1880 | 1890 | 1900 | 1910 | 1921 | 1930 | 1950 | 1961 | 1970 | 1980 | 1991 | 2001 | 2011 | 2021 |
| -------------- | ---- | ---- | ---- | ---- | ---- | ---- | ---- | ---- | ---- | ---- | ---- | ---- | ---- | ---- | ---- |
| Počet obyvatel | 131  | 131  | 123  | 97   | 84   | 67   | 87   | 45   | 57   | 36   | 35   | 20   | 15   | 11   | 11   |
| Počet domů     | 20   | 21   | 21   | 21   | 19   | 17   | 16   | 12   | 12   | 13   | 13   | 18   | 13   | 16   | 16   |

## Obecní správa
Při sčítání lidu v roce 1869 Lipí bylo osadou obce Hodoviz v okrese Kralovice. V letech 1880–1950 bylo samostatnou obcí, se kterým patřilo nejprve do okresu Kralovice, ale v roce 1950 v okrese Plasy. Od roku 1960 je částí města Manětín v okrese Plzeň-sever. V letech 1880–1950 k obci patřil Radějov.

## Doprava
Přes Lipí prochází zelená turistická trasa 3604 a červeně značený místní okruh č. 9200. V Horním Lipí začíná žlutá turistická trasa 6679 vedoucí do Nečtin.

## Pamětihodnosti
- Socha svatého Kryštofa s Ježíškem z doby kolem roku 1740 sestávajícím ze dvou částí – pískovcového soklu a samotné sochy na erbovním podstavci. Celková výška je asi čtyři metry. Stojí jeden kilometr severovýchodně od vsi Lipí, po levé straně silnice ve směru do Manětína. Na toto místo byla přemístěna po roce 1872, kdy byl při povodni zničen mostek u šest kilometrů vzdáleného Čoubova mlýna na soutoku Střely a Manětínského potoka, který měla symbolicky chránit. Je chráněna jako kulturní památka.
- Podél potoka Kačina se dochovaly stopy po těžbě sekundárních ložisek Zlata. Dokladem těžby jsou rýžovnické sejpy podél horní části toku, stopy šachet a pozůstatky rybníčků na zadržování dešťové vody na převýšených terasách a těžní rýhy, které se vyskytují od střední části toku až po soutok s Malým potokem. Rýhy jsou hluboké až deset metrů a jejich délka přesahuje i 200 metrů.[10]

## Galerie

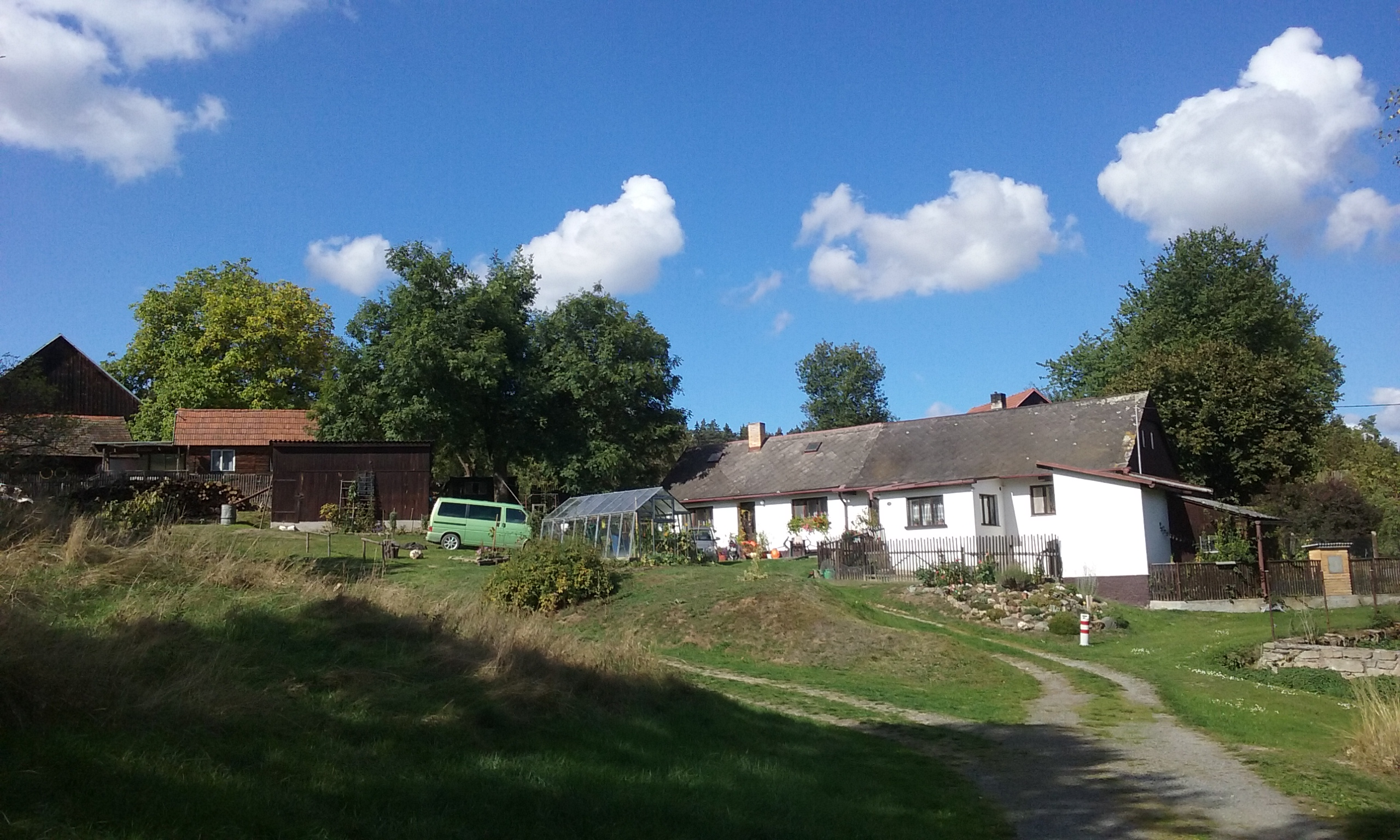
Chalupa
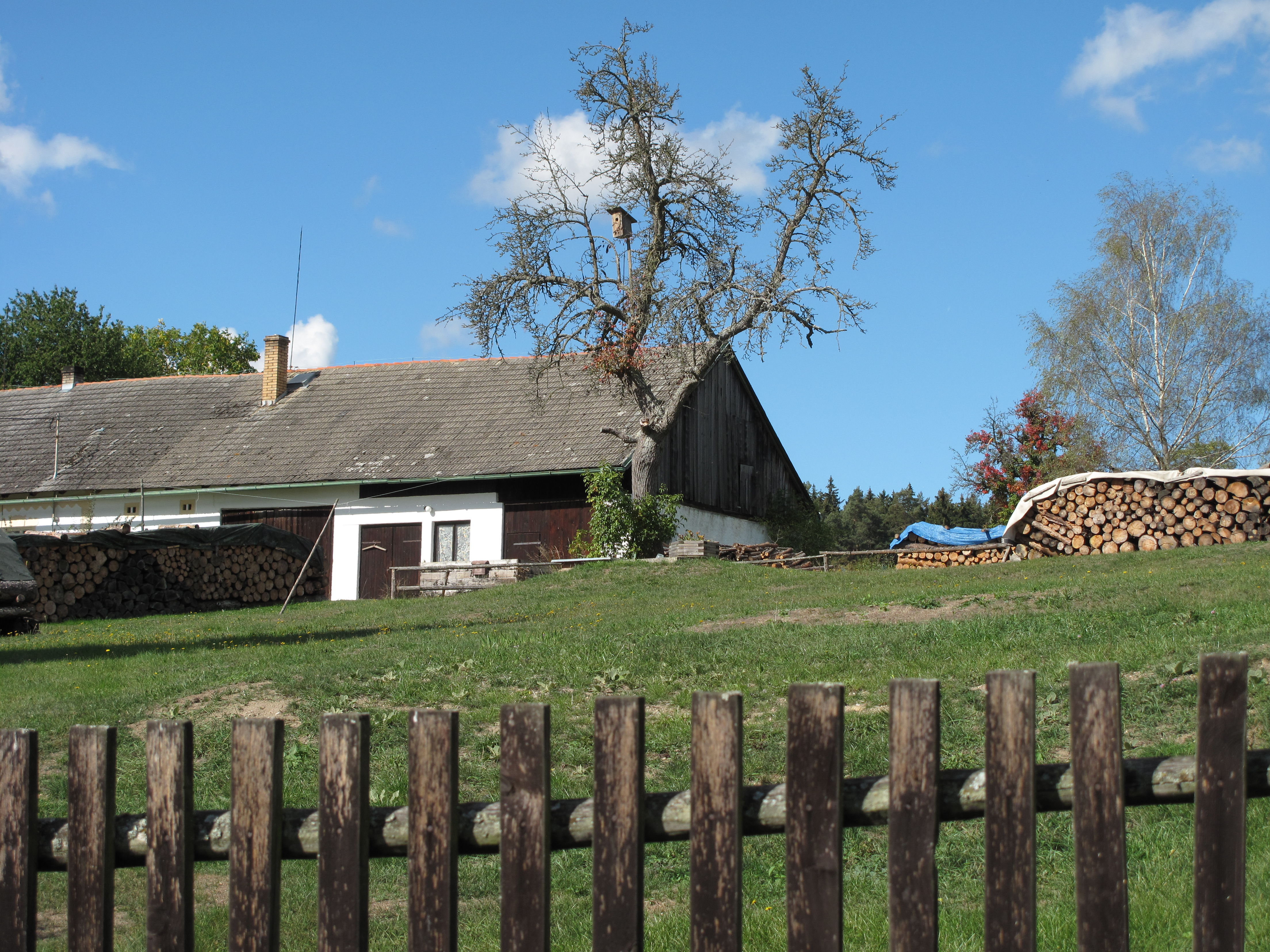
Budka na stromě
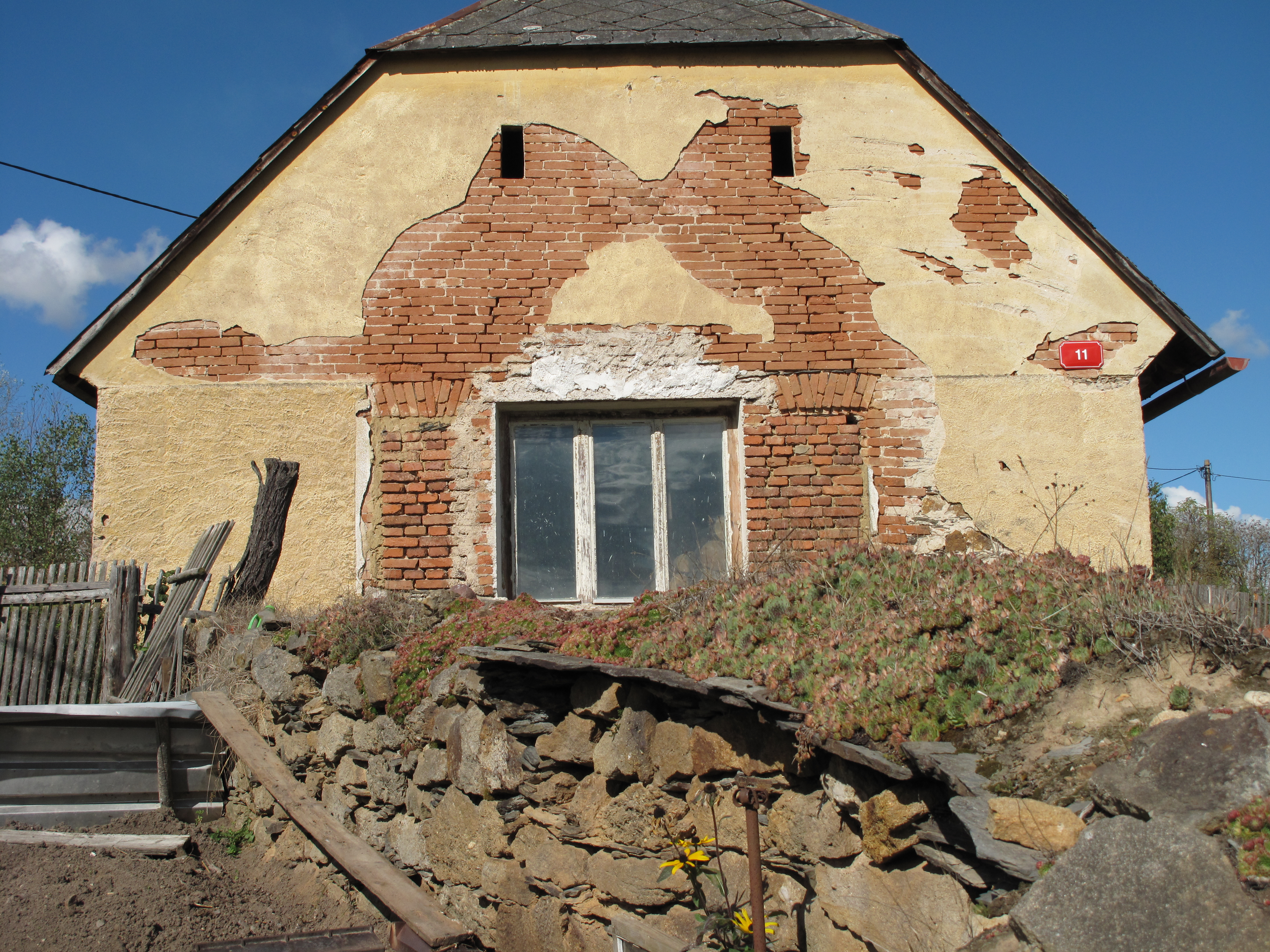
Dům
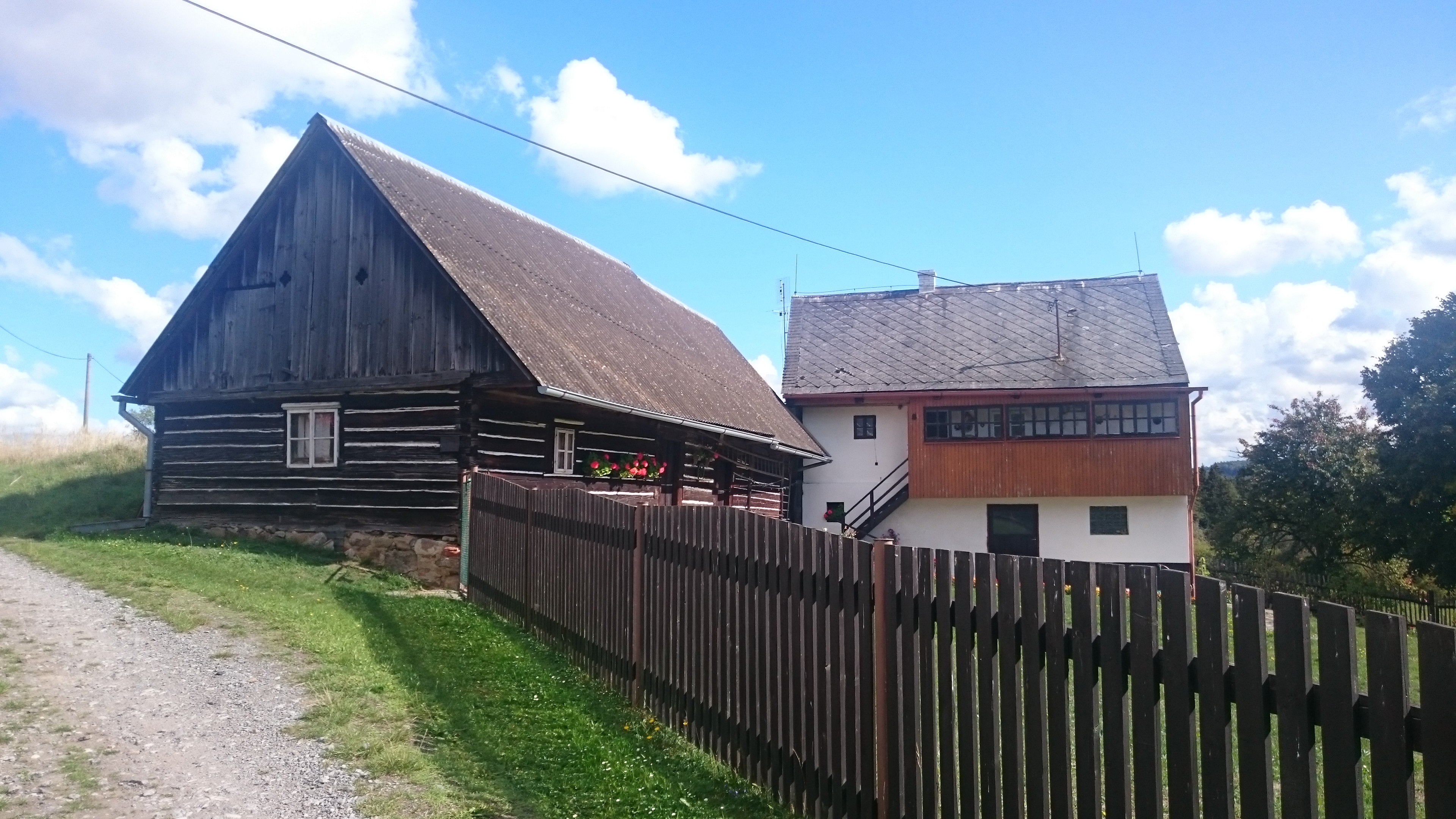
Roubenka
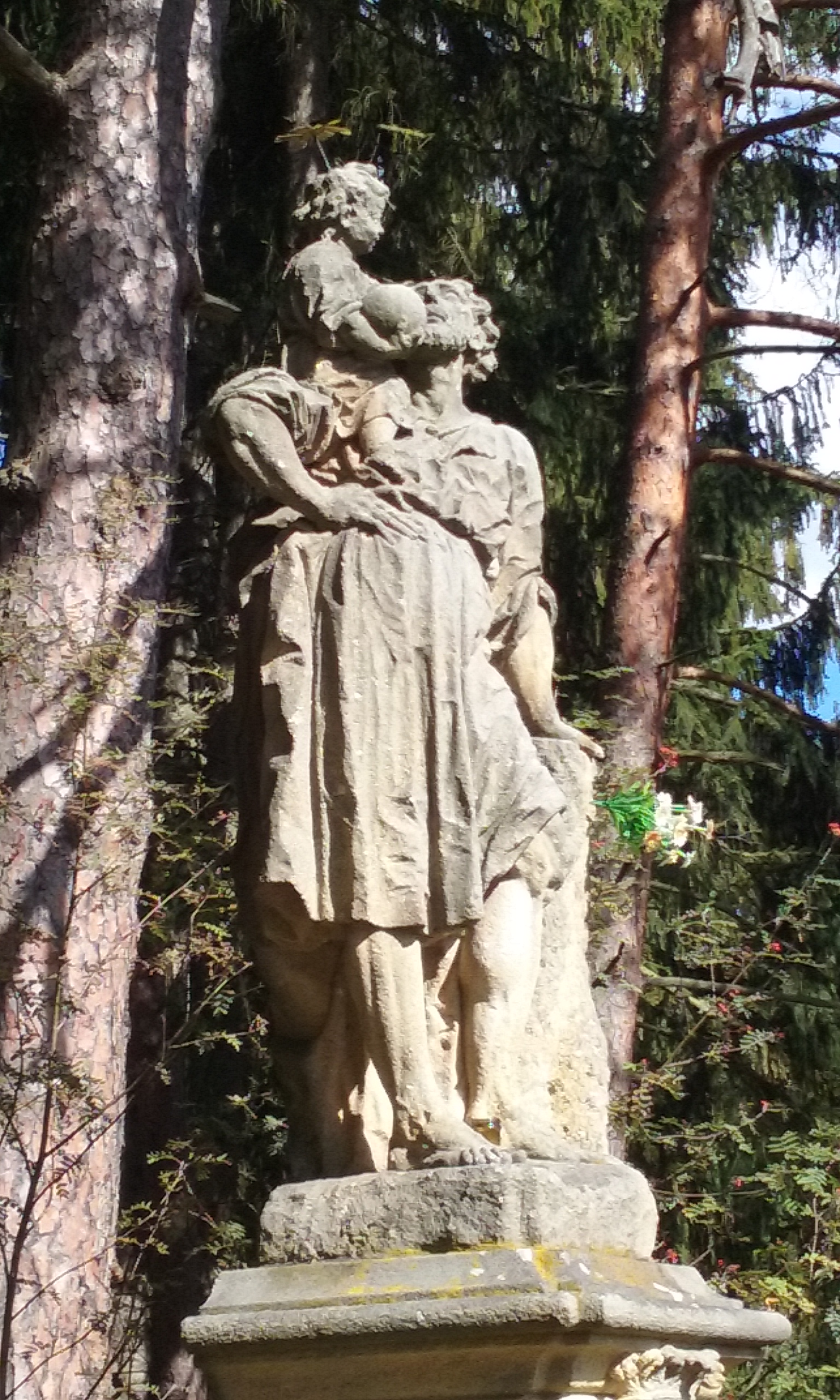
Socha svatého Kryštofa
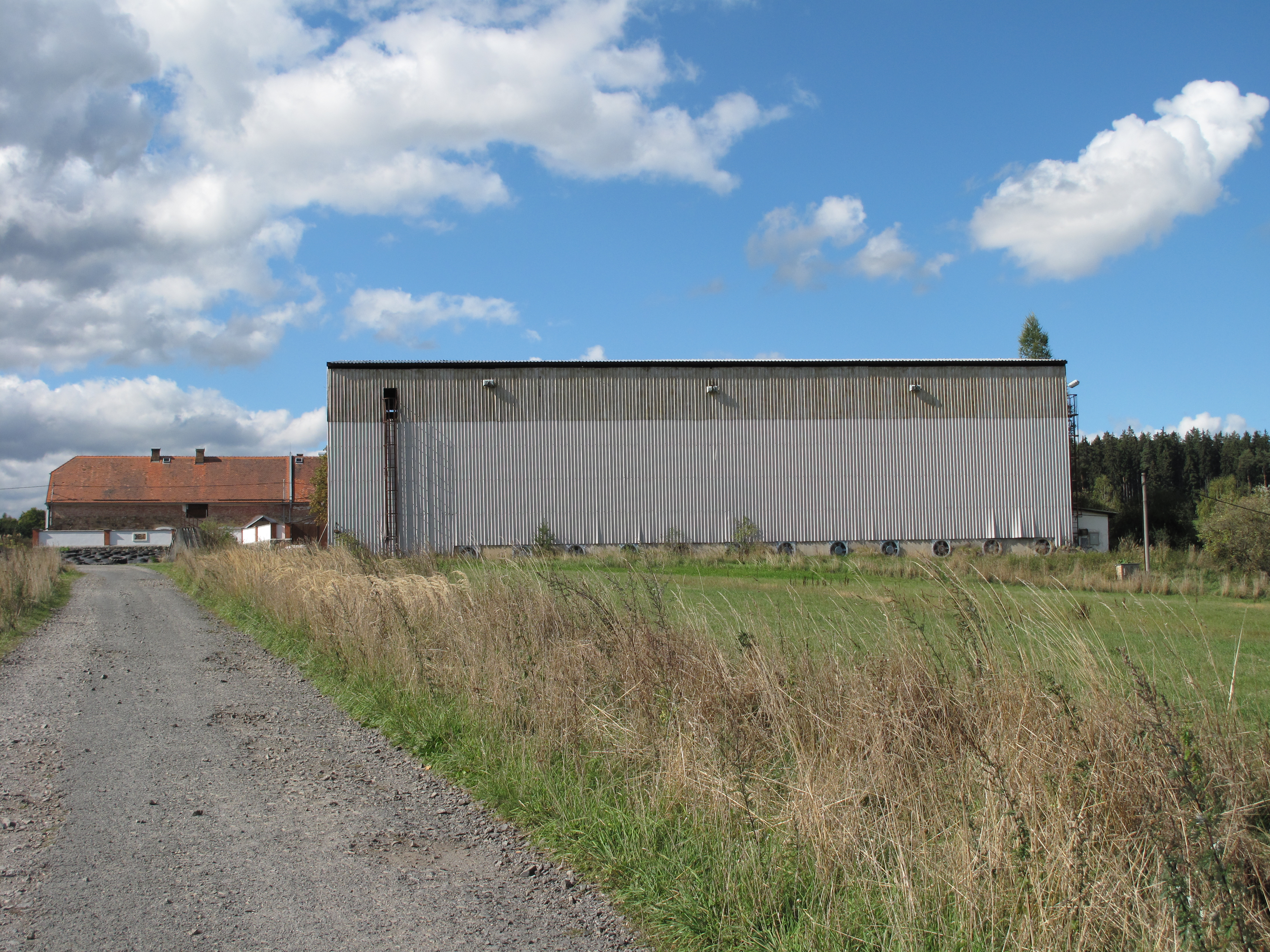
Sklaďák
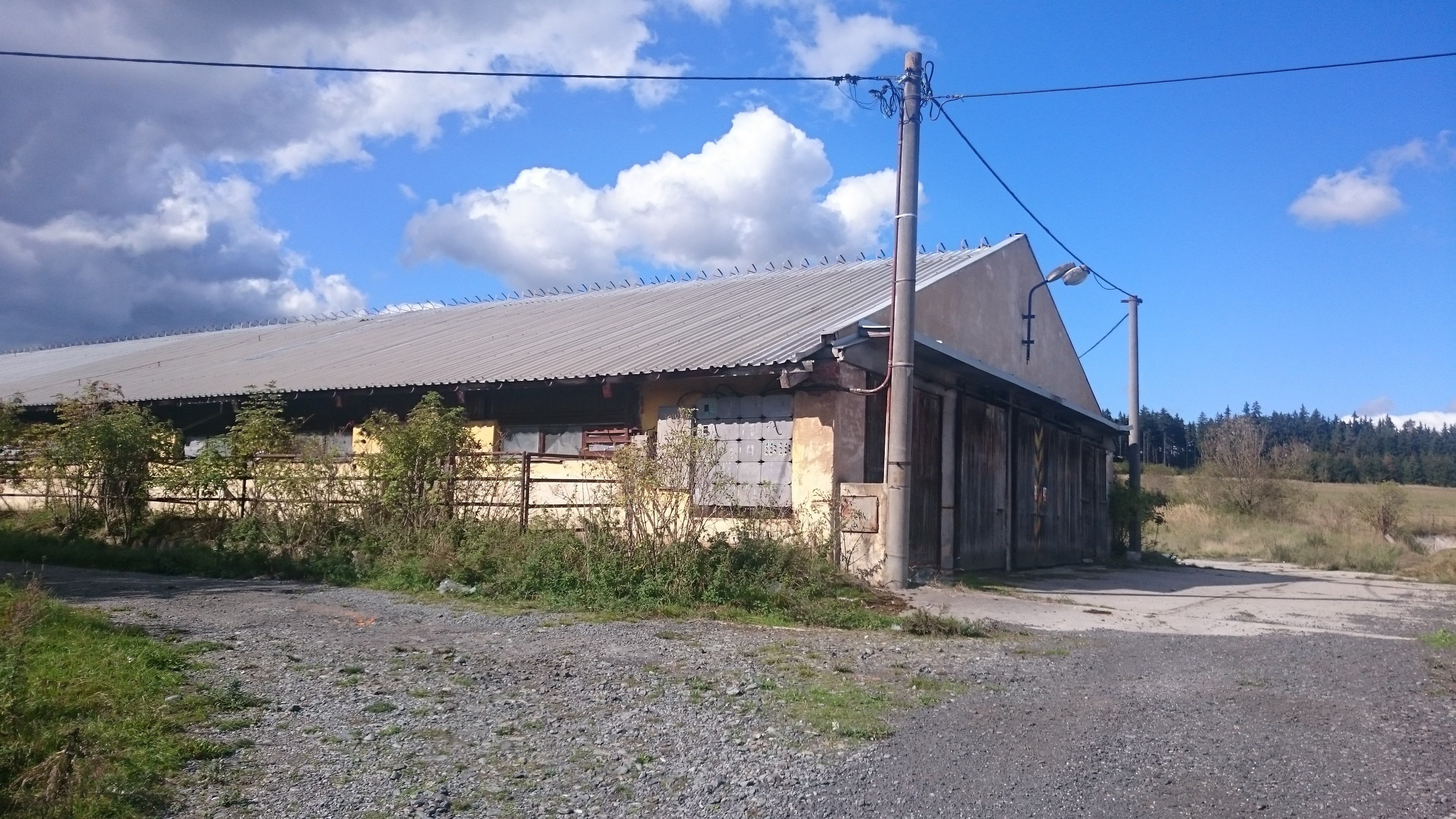
Statek